# Sojuz T-5
Sojuz T-5 - Salut 7  EO-1 – radziecka pierwsza załogowa misja kosmiczna na stację kosmiczną Salut 7. Kod wywoławczy „Эльбрус” - (Elbrus).

## Załoga

### Start
- Anatolij Bieriezowoj (1) - ZSRR
- Walentin Lebiediew (1) - ZSRR

### Dublerzy
- Władimir Titow (1) - ZSRR
- Giennadij Striekałow (2) - ZSRR

### Lądowanie
- Leonid Popow (3) - ZSRR
- Aleksandr Sieriebrow (1) - ZSRR
- Swietłana Sawicka (1) - ZSRR

## Przebieg misji
Start statku kosmicznego Sojuz T-5 nastąpił z kosmodromu Bajkonur 13 maja 1982. Dzień później pojazd połączył się ze stacją orbitalną Salut 7, która od kwietnia znajdowała się w kosmosie. Bieriezowoj i Lebiediew przeszli na jej pokład i rozpoczęli realizację programu lotu pierwszej stałej załogi nowej stacji orbitalnej. Podczas ponad 211-dniowego loty kosmonauci przyjęli dwie załogi odwiedzające: Sojuza T-6 (24.06-2.07) z radziecko-francuską ekipą: Władimir Dżanibekow, Aleksandr Sieriebrow oraz Jean-Loup Chrétien (Francja) oraz  Sojuza T-7 (20.08-27.08) z Leonidem Popowem, Aleksandrem Sieriebrowem oraz Swietłaną Sawicką. Ci ostatni powrócili na Ziemię w Sojuzie T-5 pozostawiając swój statek stałej załodze Saluta.  Poza tym do kompleksu orbitalnego przycumowały 4 statki towarowe typu Progress: Progress 13 (22.05 – 4.06), Progress 14 (12.07-11.08), Progress 15 (20.09-14.10) i Progress 16 (2.11-13.12). Kosmonauci przeprowadzili szereg eksperymentów i badań medycznych poświęconych problematyce wpływu długotrwałego lotu kosmicznego na organizm człowieka. 30 lipca Bieriezowoj i Lebiediew przez 2,5 godziny pracowali na zewnątrz stacji orbitalnej w celu zdemontowania różnych materiałów naukowych i zainstalowania nowych. Poza tym załoga wyrzuciła ze śluzy Saluta 26-kilogramowego amatorskiego satelitę - 17.5.82 - Iskra 2 oraz 18.11.82 - Iskra 3. Związek Radziecki ogłosił, że było to pierwsze w historii umieszczenie na orbicie satelity komunikacyjnego przez załogowy pojazd kosmiczny. Amerykanie wynieśli na orbitę dwa duże satelity geostacjonarne przy pomocy promu kosmicznego dopiero w listopadzie (misja STS-5), Kosmonauci powrócili na Ziemię 10 grudnia 1982 na pokładzie statku kosmicznego Sojuz T-7. Ich 7-miesięczny pobyt w kosmosie (211 dni) był wówczas nowym rekordem pobytu człowieka na orbicie.